# Patellapis buruana
Patellapis buruana là một loài Hymenoptera trong họ Halictidae. Loài này được Blüthgen mô tả khoa học năm 1926.